# Frederick Wallace Edwards
Frederick Wallace Edwards FRS (28 de noviembre de 1888, Fletton, Peterborough - 15 de noviembre de 1940, Londres), fue un entomólogo inglés especializado en Diptera.
Edwards trabajó en el Museo de Historia Natural de Londres, que contiene sus colecciones hechas en sus expediciones a Noruega y Suecia (1923), Suiza y Austria (1925), Argentina y Chile (1926/27), con Raymond Corbett Shannon , Córcega y EE. UU. (1928), el Báltico (1933), Kenia y Uganda (1934), con Ernest Gibbins y los Pirineos (1935).

## Obras
Para obtener una lista parcial de las obras ver las referencias en Sabrosky's Family Group Names in Diptera